# Gran Premi de Gran Bretanya del 1952
Resultats del Gran Premi de la Gran Bretanya de Fórmula 1 de la temporada 1952, disputat al circuit de Silverstone el 19 de juliol del 1952.

## Resultats
| Pos | No | Pilot                | Equip                   | Voltes | Temps/ Retirada | Pos. de sortida | Punts |
| --- | -- | -------------------- | ----------------------- | ------ | --------------- | --------------- | ----- |
| 1   | 15 | Alberto Ascari       | Ferrari                 | 85     | 2h 46' 11. 0    | 2               | 9     |
| 2   | 17 | Piero Taruffi        | Ferrari                 | 84     | + 1 Volta       | 3               | 6     |
| 3   | 9  | Mike Hawthorn        | Cooper - Bristol        | 83     | + 2 Voltes      | 7               | 4     |
| 4   | 6  | Dennis Poore         | Connaught - Lea-Francis | 83     | + 2 Voltes      | 8               | 3     |
| 5   | 5  | Eric Thompson        | Connaught - Lea-Francis | 82     | + 3 Voltes      | 9               | 2     |
| 6   | 16 | Nino Farina          | Ferrari                 | 82     | + 3 Voltes      | 1               |       |
| 7   | 8  | Reg Parnell          | Cooper - Bristol        | 82     | + 3 Voltes      | 6               |       |
| 8   | 14 | Roy Salvadori        | Ferrari                 | 82     | + 3 Voltes      | 19              |       |
| 9   | 4  | Ken Downing          | Connaught - Lea-Francis | 82     | + 3 Voltes      | 5               |       |
| 10  | 21 | Peter Whitehead      | Ferrari                 | 81     | + 4 Voltes      | 20              |       |
| 11  | 26 | Prince Bira          | Gordini                 | 81     | + 4 Voltes      | 10              |       |
| 12  | 1  | Graham Whitehead     | Alta                    | 80     | + 5 Voltes      | 12              |       |
| 13  | 19 | Rudi Fischer         | Ferrari                 | 80     | + 5 Voltes      | 15              |       |
| 14  | 27 | Johnny Claes         | Simca - Gordini         | 79     | + 6 Voltes      | 23              |       |
| 15  | 31 | Lance Macklin        | HWM - Alta              | 79     | + 6 Voltes      | 29              |       |
| 16  | 3  | Kenneth McAlpine     | Connaught - Lea-Francis | 79     | + 6 Voltes      | 17              |       |
| 17  | 33 | Harry Schell         | Maserati                | 78     | + 7 Voltes      | 32              |       |
| 18  | 34 | Gino Bianco          | Maserati                | 77     | + 8 Voltes      | 28              |       |
| 19  | 32 | Toulo de Graffenried | Maserati                | 76     | + 9 Voltes      | 31              |       |
| 20  | 10 | Eric Brandon         | Cooper - Bristol        | 76     | + 9 Voltes      | 18              |       |
| 21  | 23 | Tony Crook           | Frazer Nash - Bristol   | 75     | + 10 Voltes     | 25              |       |
| 22  | 11 | Alan Brown           | Cooper - Bristol        | 69     | + 16 Voltes     | 13              |       |
| Ret | 29 | Peter Collins        | HWM - Alta              | 73     | Encesa          | 14              |       |
| Ret | 30 | Duncan Hamilton      | HWM - Alta              | 44     | Motor           | 11              |       |
| Ret | 12 | Stirling Moss        | ERA - Bristol           | 36     | Motor           | 16              |       |
| Ret | 25 | Maurice Trintignant  | Gordini                 | 21     | Caixa canvi     | 21              |       |
| Ret | 28 | Tony Gaze            | HWM - Alta              | 19     | Motor           | 26              |       |
| Ret | 7  | David Murray         | Cooper - Bristol        | 14     | Motor           | 22              |       |
| Ret | 24 | Robert Manzon        | Gordini                 | 9      | Embragatge      | 4               |       |
| Ret | 20 | Peter Hirt           | Ferrari                 | 3      | Frens           | 24              |       |
| Ret | 35 | Eitel Cantoni        | Maserati                | 0      | Frens           | 27              |       |
| NVS | 2  | Bill Aston           | Aston Butterworth       | 0      | No va sortir    |                 |       |

## Altres
- Pole: Nino Farina 1' 50. 0

- Volta ràpida: Alberto Ascari 1' 52. 0 (a la volta 9)